# Antrogne
Antrogne är ett vattendrag i Belgien.   Det ligger i provinsen Luxemburg och regionen Vallonien, i den södra delen av landet, 140 kilometer sydost om huvudstaden Bryssel.
I omgivningarna runt Antrogne växer i huvudsak blandskog. Runt Antrogne är det ganska glesbefolkat, med 36 invånare per kvadratkilometer.